# Football Club Locarno
El Football Club Locarno es un club de fútbol suizo con sede en Locarno. Fue fundado en 1906 y jugó en la Super Liga Suiza durante los períodos de 1930-1931, 1933-1936, 1945-1953 y 1986-1987. Este club fue propiedad del empresario israelí Pini Zahavi, quien se ha vuelto conocido dentro del plano del fútbol argentino por encarar turbios negociados con clubes de la talla de River, Racing, entre otros. Otro dirigente que se vio envuelto en escándalos millonarios fue José María Aguilar.

## Jugadores

### Jugadores destacados
| - Gustavo Costas - Christian Eduardo Giménez - Santiago Kuhl - Raúl Osella - Ariel Griseldo Reyes - Juan Manuel Sara - Domingo Scarmozzino - Emmanuel Domo - Fabrizio Bullo - Lucio Ciana | - Diego Barreto - Riccardo Di Benedetto - Massimo Immersi - Marco Lodigiani - Elia Rezzonico - Giuseppe Riccio - Sergejs Misins - Akande Ajide - Massimo Solari |

## Palmarés
- Subcampeón de la Copa de Suiza (1): 1951